# Judo op de Olympische Zomerspelen 2008 – Klasse tot 78 kilogram vrouwen
Het judotoernooi in de klasse tot 78 kilogram voor vrouwen op de Olympische Zomerspelen 2008 vond plaats op donderdag 14 augustus 2008. Regerend olympisch kampioene was Noriko Anno uit Japan; zij werd opgevolgd door de Chinese Yang Xiuli. In totaal kwamen 21 judoka's uit 21 landen uit in de half-zwaargewichtklasse.

## Toernooischema

### Laatste 4
|  | Halve finale      | Halve finale |  |                   | Finale     | Finale |
|  |                   |              |  |                   |            |        |
|  |                   |              |  |                   |            |        |
|  | Yang Xiuli        | 1031         |  |                   |            |        |
|  | Esther San Miguel | 0000         |  |                   |            |        |
|  |                   |              |  |                   | Yang Xiuli | 0000   |
|  |                   |              |  | Yalennis Castillo | 0000       |        |
|  | Jeong Gyeong-Mi   | 0000         |  |                   |            |        |
|  | Yalennis Castillo | 0001         |  |                   |            |        |

### Herkansingen
|  | Herkansing         | Herkansing         | Herkansing |  |  | Bronzen medaille   | Bronzen medaille   | Bronzen medaille |
|  |                    |                    |            |  |  |                    |                    |                  |
|  | Heide Wollert      | Heide Wollert      | 0000       |  |  |                    |                    |                  |
|  | Stéphanie Possamaï | Stéphanie Possamaï | 0200       |  |  | Esther San Miguel  | Esther San Miguel  | 0010             |
|  |                    |                    |            |  |  | Stéphanie Possamaï | Stéphanie Possamaï | 0100             |
|  |                    |                    |            |  |  |                    |                    |                  |
|  |                    |                    |            |  |  |                    |                    |                  |
|  |                    |                    |            |  |  |                    |                    |                  |
|  |                    |                    |            |  |  |                    |                    |                  |

|  | Herkansing              | Herkansing              | Herkansing |  |  | Bronzen medaille  | Bronzen medaille  | Bronzen medaille |
|  |                         |                         |            |  |  |                   |                   |                  |
|  | Pürevjargalyn Lkhamdegd | Pürevjargalyn Lkhamdegd | 0010       |  |  |                   |                   |                  |
|  | Edinanci da Silva       | Edinanci da Silva       | 1131       |  |  | Edinanci da Silva | Edinanci da Silva | 0000             |
|  |                         |                         |            |  |  | Jeong Gyeong-Mi   | Jeong Gyeong-Mi   | 1010             |
|  |                         |                         |            |  |  |                   |                   |                  |
|  |                         |                         |            |  |  |                   |                   |                  |
|  |                         |                         |            |  |  |                   |                   |                  |
|  |                         |                         |            |  |  |                   |                   |                  |

## Eindrangschikking
| №      | Naam                    | NOC |
| ------ | ----------------------- | --- |
| Goud   | Yang Xiuli              | CHN |
| Zilver | Yalennis Castillo       | CUB |
| Brons  | Jeong Gyeong-Mi         | KOR |
| Brons  | Stéphanie Possamai      | FRA |
| 5      | Esther San Miguel       | ESP |
| 5      | Edinanci da Silva       | BRA |
| 7      | Pürevjargalyn Lkhamdegd | MGL |
| 7      | Heide Wollert           | GER |
| 9      | Sagat Abikeyeva         | KAZ |
| 9      | Lucia Morico            | ITA |
| 9      | Marylise Lévesque       | CAN |
| 9      | Michelle Rogers         | GBR |
| 13     | Divya Tewar             | IND |
| 13     | Vera Moskalyuk          | RUS |
| 15     | Yelena Proskurakova     | KGZ |
| 16     | Stephanie Grant         | AUS |
| 16     | Houda Miled             | TUN |
| 16     | Sae Nakazawa            | JPN |
| 16     | Vivian Yusuf            | NGR |
| 20     | Lorena Briceño          | ARG |
| 20     | Maryna Pryshchepa       | UKR |